# Chaillé-sous-les-Ormeaux
Chaillé-sous-les-Ormeaux là một xã ở tỉnh Vendée trong vùng Pays de la Loire, Pháp. Xã này có diện tích 17,5 kilômét vuông, dân số năm 2006 là 1124 người. Xã này nằm ở khu vực có độ cao trung bình 60 mét trên mực nước biển.

## Biến động dân số
| Năm | 1962 | 1968 | 1975 | 1982 | 1990 | 1999 | 2006 |
| --- | ---- | ---- | ---- | ---- | ---- | ---- | ---- |
| Dân số | 857  | 863  | 870  | 990  | 1028 | 1018 | 1124 |
| From the year 1962 on: No double counting—residents of multiple communes (e.g. students and military personnel) are counted only once. |      |      |      |      |      |      |      |